# اوشتراخ
اوشتراخ (به آلمانی: Ostrach) یک شهر در آلمان است که در Sigmaringen واقع شده‌است. اوشتراخ ۶٬۸۱۹ نفر جمعیت دارد.